# Skagenröra

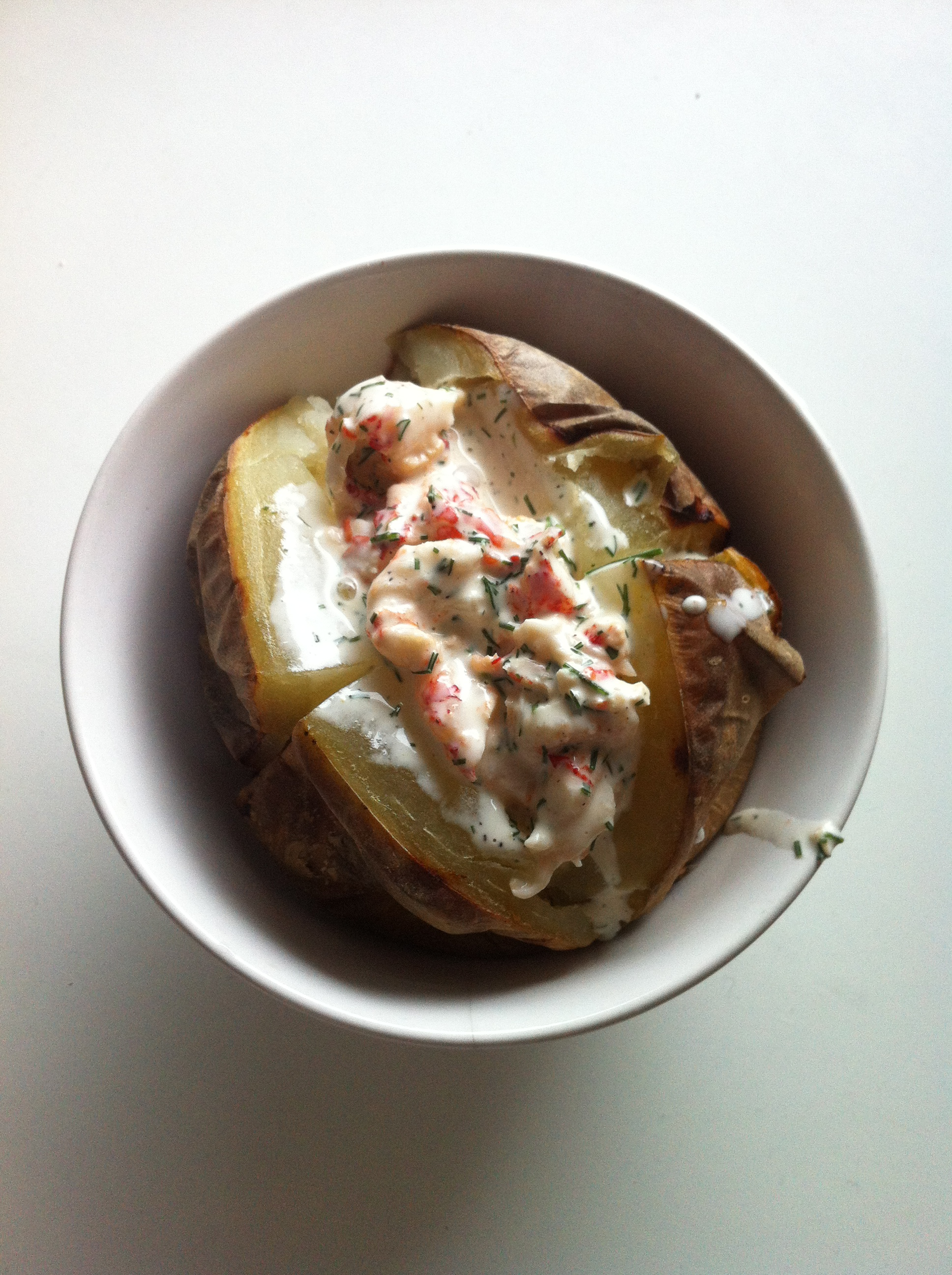
En bakad potatis med skagenröra.

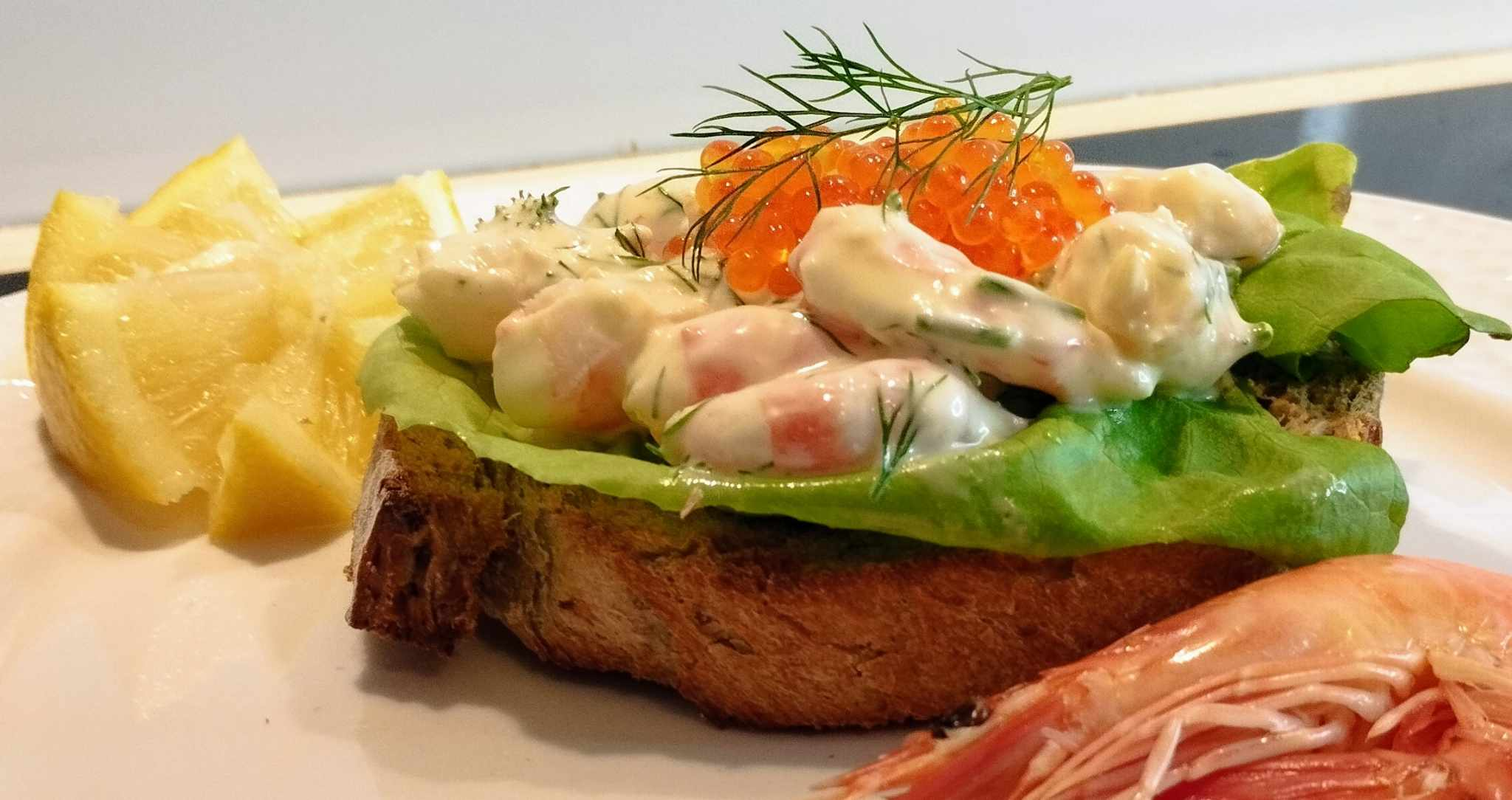
Toast skagen med forellrom och citron, November 2023

Skagenröra är en blandning av räkor, majonnäs och dill tillsammans med andra ingredienser som varierar efter smak och recept. Vanliga ingredienser utöver de tidigare är crème fraiche, gräddfil och rödlök. Citron och löj- eller sikrom är vanliga tillägg. En vanlig ingrediens på Västkusten (Sverige) är vit fisk av något slag eller crabsticks i små bitar. Det är inte ovanligt att man drygar ut den med det och röran blir då matigare.
Röran serveras ofta på en skiva rostat vitt bröd eller som fyllning till avokado eller bakad potatis.
Skagenröra är ett begrepp som används när man pratar om röran på Toast Skagen som Tore Wretman från början skapade.
Det finns även vegetariska alternativ till skagenröra, exempelvis "Tofuröra Skagen".